# Acacia repanda
Acacia repanda är en ärtväxtart som beskrevs av Richard Sumner Cowan och Bruce R. Maslin. Acacia repanda ingår i släktet akacior, och familjen ärtväxter. IUCN kategoriserar arten globalt som starkt hotad. Inga underarter finns listade i Catalogue of Life.